# Toshikoshi-soba
Toshikoshi-soba (年越し蕎麦?   «soba de fin de año») es una tradición japonesa en el que se consume fideos soba a final del Ōmisoka (31 de diciembre). El fideo es especialmente largo y delgado y existe una creencia de que al comerlo obtendrá una vida larga y próspera.

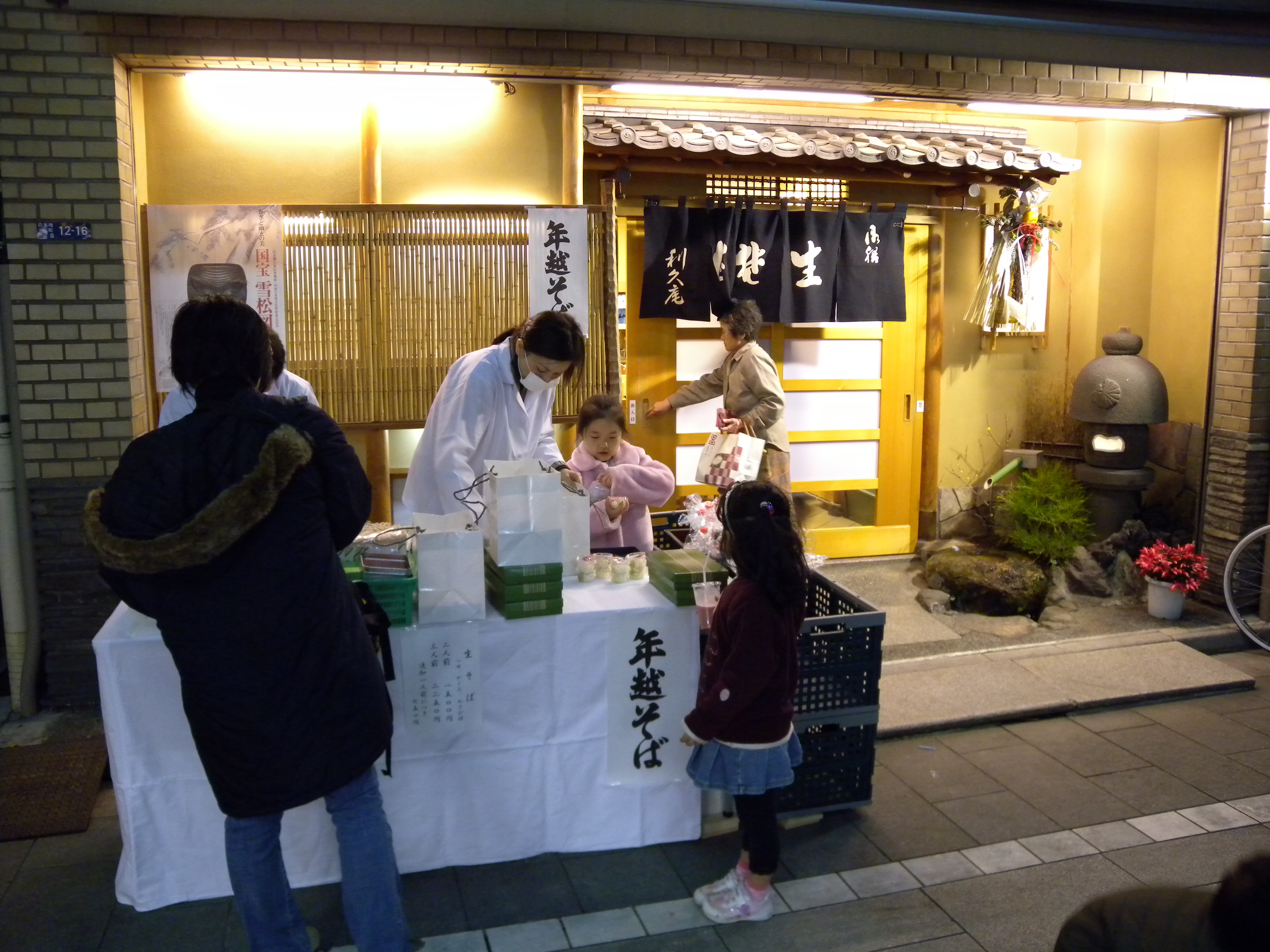
.......

Esta tradición se originó a mediados del período Edo.